# Giovanni Ceva
Giovanni Ceva (Milán, 7 de diciembre de 1647 - Mantua, 15 de junio de 1734) fue un matemático italiano. Es conocido por el importante teorema de geometría del triángulo que descubrió y que lleva su nombre, el teorema de Ceva. Su hermano, Tommaso Ceva, era un poeta y un matemático célebre.

## Biografía
Después de haber estudiado en un colegio jesuita en Milán y haber sido profesor durante una breve temporada en Pisa, obtiene una cátedra de matemáticas en la Universidad de Mantua. Pasará en esa ciudad el resto de sus días, primero al servicio de los Gonzaga y, tras la anexión del ducado de Mantua por el imperio austríaco, al servicio de los Habsburgo.

## Obra científica

Teorema de Ceva.

Lo más importante de su trabajo se desenvuelve en el terreno de la geometría, y más en particular en el de la geometría del triángulo. Descubrió para occidente teoremas importantes en este campo, publicándolos en su De lineis rectis (1678), si bien este teorema había sido formulado ya en el siglo XI por Al-Mu'tamin, rey de la taifa de Zaragoza entre 1081 y 1085. 
El teorema de Ceva proporciona una condición necesaria y suficiente para que tres rectas que pasan por los tres vértices de un triángulo (cevianas) sean concurrentes. 
Con las notaciones de la imagen adjunta, el teorema de Ceva estipula que las rectas {\displaystyle (AD)}, {\displaystyle (BE)} y {\displaystyle (CF)} son concurrentes si y solo si

{\displaystyle {\frac {AF}{FB}}\cdot {\frac {BD}{DC}}\cdot {\frac {CE}{EA}}=1}.

Ceva redescubrió y publicó también el teorema de Menelao. Estudió la trisectriz de Ceva una curva que permite la trisección del ángulo. También se le debe la aplicación de métodos de mecánica y de estática a problemas geométricos.
Ceva publicó su Opuscula mathematica en 1682. En el Geometría Motus (1692) prefigura en cierto modo el cálculo infinitesimal. El De Re Nummeraria (1711) es una de las primeras obras de economía matemática; trata de determinar las condiciones de equilibrio del sistema monetario de un estado como el ducado de Mantua.
Ceva se interesó asimismo por problemas hidráulicos (Opus hydrostaticum (1728)). Utilizó sus conocimientos en este terreno para oponerse con éxito a un proyecto para desviar el río Reno para que desembocara en el Po.

## Obras
- De lineis rectis se invicem secantibus, statica constructio, 1678
- Opuscula mathematica, 1682
- Geometría Motus, 1692
- De Re Numeraria, 1711
- Opus hydrostaticum, 1728

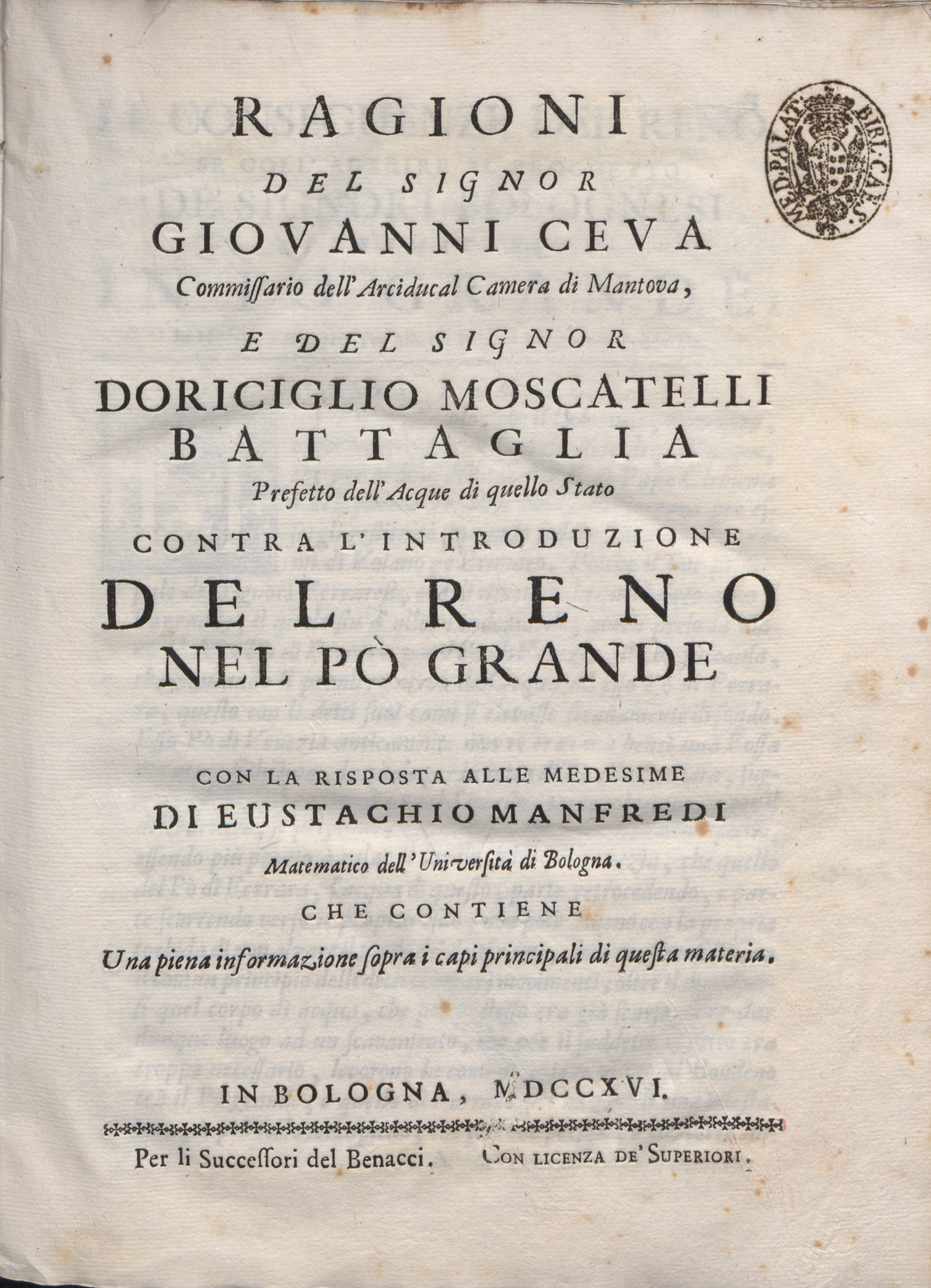
Ragioni [...] contra l'introduzione del Reno nel Pò, 1716
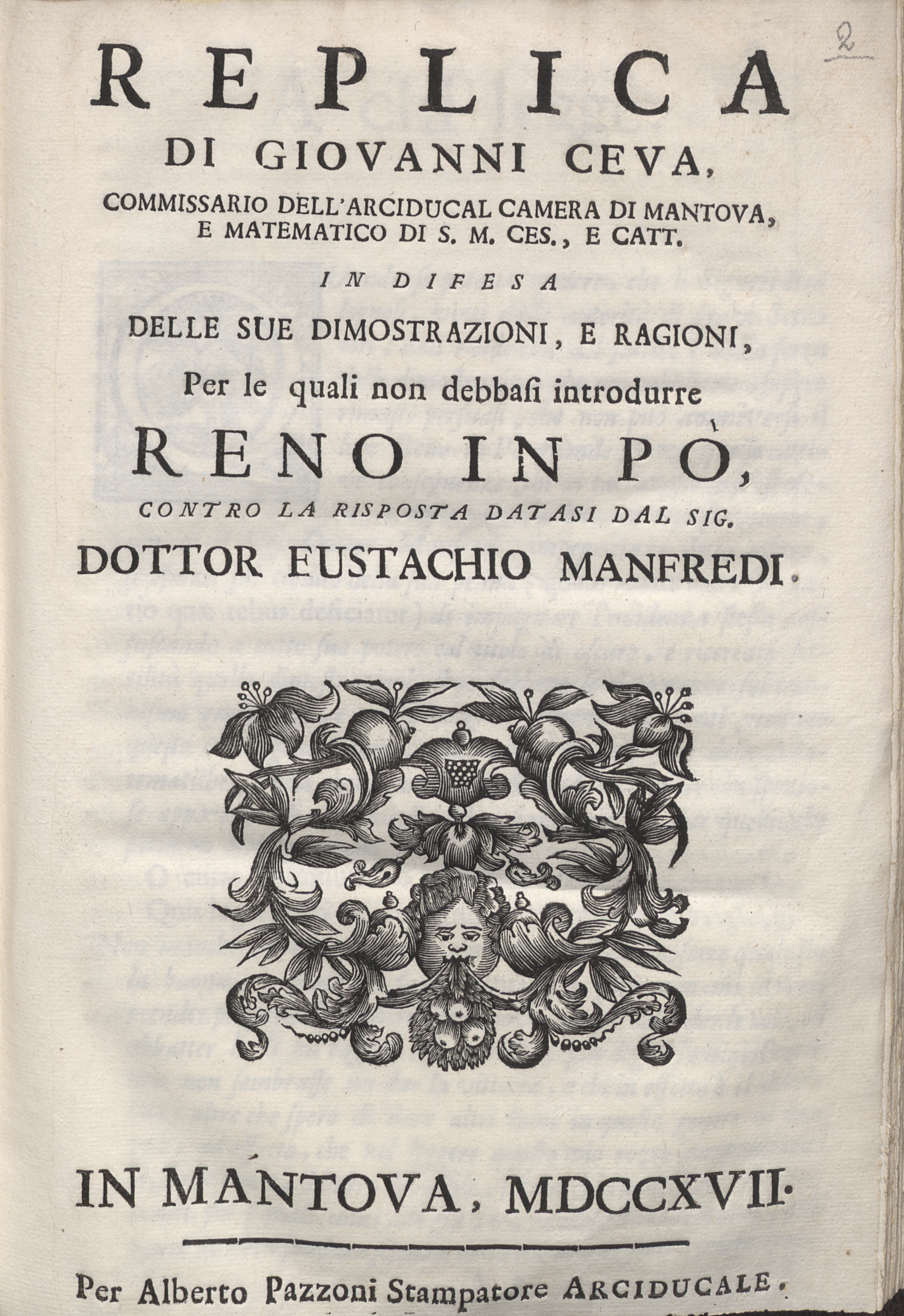
Replica [...] in difesa delle sue dimostrazioni, e ragioni per la quali non debbasi introdurre Reno in Po, 1717